# Аарон Бек
Аарон Тьомкін Бек (англ. Aaron Temkin Beck; 18 липня 1921, Провіденс, США — 1 листопада 2021) — американський психотерапевт, професор психіатрії Пенсільванського університету, творець когнітивної психотерапії, одного з напрямків сучасного когнітивно-біхевіорального напрямку в психотерапії, великий фахівець в галузі лікування депресій. Когнітивна терапія А. Т. Бека найбільш широко застосовувалася в галузі роботи з депресивними хворими.

## Біографія
Народився в сім'ї єврейських іммігрантів з України. Його батько Гаррі Бек (Гершль Бик, 1884—1968) був видавцем і уродженцем Проскурова (нині — Хмельницький), іммігрував в США в 1906 році. Мати, Елізабет Тьомкін (1889—1963), іммігрувала в США з Любеча на Чернігівщині і була громадським діячем єврейської громади Провіденса (Род-Айленд). Батьки одружилися в 1909 році.
Спочатку отримав психоаналітичну підготовку, але, розчарувавшись у психоаналізі, створив власну модель депресії і новий метод лікування афективних розладів, який отримав назву когнітивної терапії. Її основні положення сформулював незалежно від А. Елліса, котрий розробив в 1950-ті роки метод раціонально-емоційної психотерапії. Якщо психоаналіз пояснює невроз несвідомими чинниками, що проявляються лише за допомогою психоаналітичних тлумачень, то А. Бек у своїй монографії «Когнітивна терапія і емоційні розлади» (1976) висунув принципово новий підхід до вивчення і лікування емоційних порушень: «Ключ до розуміння і вирішення психологічних проблем знаходиться в свідомості пацієнта». У 1994 році професор Аарон Бек і його дочка професор Джудіт Бек створили Інститут когнітивної психотерапії і досліджень (Beck Institute for Cognitive Therapy and Research) в околицях Філадельфії. Основна місія цього інституту — розробка і проведення тренінгових програм по когнітивної психотерапії, призначених для навчання різних фахівців, що працюють в сфері соматичного і психічного здоров'я.
Аарон Бек є автором багатьох книг і статей про застосування когнітивної терапії з метою запобігання самогубствам і при емоційних порушеннях: депресії, тривожності, фобіях.

## Наукові роботи
- Beck A. T. The diagnosis and management of depression. — Philadelphia : University of Pennsylvania Press. — ISBN 0-8122-7674-4.
- Beck A T. Depression: Causes and treatment. — Philadelphia : University of Pennsylvania Press. — ISBN 978-0-8122-7652-7.
- Beck A T. Cognitive therapy and the emotional disorders. — Madison : International Universities Press, Inc.[en]. — ISBN 0-8236-0990-1.
- Beck A. T., Rush, A. J., Shaw B. F., Emery G. Cognitive therapy of depression. — New York : Guilford Press[en]. — ISBN 0-89862-000-7.
- Beck A. T. Love is never enough: How couples can overcome misunderstandings, resolve conflicts, and solve relationship problems through cognitive therapy. — New York : Harper Paperbacks. — ISBN 978-0-06-091604-6.
- Scott J., Williams J. M., Beck A.T. Cognitive therapy in clinical practice: An illustrative casebook. — New York, London : Routledge. — ISBN 0-415-00518-3.
- Beck A. T., Wright F. D., Newman C. F., Liese B. S. Cognitive therapy of substance abuse. — New York : Guilford Press[en]. — ISBN 9781572306592.
- Alford B. A., Beck A. T. The integrative power of cognitive therapy. — New York : Guilford Press[en]. — ISBN 1-57230-396-4.
- Beck A. T. Prisoners of hate: The cognitive basis of anger, hostility, and violence. — New York : HarperCollins Publishers. — ISBN 0-06-019377-8.
- Clark D. A., Beck A. T. Scientific foundations of cognitive theory and therapy of depression. — New York : Wiley, 1999. — ISBN 0-471-18970-7.
- Beck A. T., Freeman A., Davis D. D. Cognitive therapy of personality disorders. — New York : Guilford Press[en]. — ISBN 1-57230-856-7.
- Wright J. H., Thase M. E., Beck A. T., Ludgate J. W. Cognitive therapy with inpatients: Developing a cognitive milieu. — New York : Guilford Press[en]. — ISBN 0-89862-890-3.
- Winterowd C., Beck A. T., Gruener D. Cognitive therapy with chronic pain patients. — New York : Springer Publishing Company. — ISBN 0-8261-4595-7.
- Beck A. T., Emery G., Greenberg R. L. Anxiety disorders and phobias: A cognitive perspective. — New York : Basic Books. — ISBN 0-465-00587-X.
- Beck A. T., Rector N. A., Stolar N., Grant P. Schizophrenia: Cognitive theory, research, and therapy. — New York : Guilford Press[en]. — ISBN 978-1-60623-018-3.
- Clark D. A., Beck A. T. Cognitive therapy of anxiety disorders: Science and practice. — New York : Guilford Press[en]. — ISBN 978-1-60623-434-1.
- Wenzel A., Liese B. S., Beck A. T., Friedman-Wheeler D. Group cognitive therapy of addictions. — New York : Guilford Press[en]. — ISBN 9781462505661.

### Переклади на українську мову
- Аарон Т. Бек, Деніз Д. Девіс, Артур Фріман. Когнітивна психотерапія розладів особистості = Cognitive Therapy of Personality Disorders. — Київ : Науковий Світ, 2024. — 500 с. — ISBN 978-617-550-181-8.

### Переклади на російську мову
- Когнитивная психотерапия расстройств личности = Cognitive Therapy of Personality Disorders / Под ред. А. Бека, А. Фримена. — СПб. : Пітер, 2002. — 544 с. — (Практикум по психотерапии) — 5000 прим. — ISBN 5-318-00199-8.
- Бек А., Раш А., Шо Б., Эмери Г. Когнитивная терапия депрессии = Cognitive Therapy of depression. — СПб. : Пітер, 2003. — 304 с. — (Золотой фонд психотерапии) — 3000 прим. — ISBN 5-318-00689-2.
- Бек А. Фриман А., Девульф Р. 10 ошибок, которые совершают люди. — 2-е изд. — СПб. : Пітер, 2008. — 240 с. — (Сам себе психолог) — 5000 прим. — ISBN 978-5-388-00056-9.